# Mendidius osiris
Mendidius osiris är en skalbaggsart som beskrevs av Koshantschikov 1916. Mendidius osiris ingår i släktet Mendidius och familjen Aphodiidae. Inga underarter finns listade i Catalogue of Life.